# Lewis Tan
Lewis Singwah Tan (Salford, 4 febbraio 1987) è un attore, modello e artista marziale britannico, noto soprattutto per aver interpretato Shatterstar nei film Deadpool 2 e Deadpool & Wolverine, Cole Young in Mortal Kombat, Lu Xin Lee in Wu Assassins e del corrotto Sensei Wolf in Cobra Kai.

## Biografia
Tan è nato a Salford, in Inghilterra, ed è cresciuto principalmente a Los Angeles, vivendo anche in Francia, Thailandia, Spagna e Cina. Tan si identifica come metà cinese e metà britannico. Suo padre, Philip Tan, di origine cinese, è anche lui un artista marziale, attore e coordinatore delle acrobazie, attivo a Singapore. Sua madre, Joanne, è una modella britannica in pensione.
La sua famiglia si trasferì a Los Angeles quando suo padre venne assunto come coordinatore dei combattimenti nel film Batman di Tim Burton del 1989. È il maggiore di quattro fratelli. Anche suo fratello minore, Sam Tan, è un attore, mentre quello più giovane, Evan, è un fotografo.

## Carriera
Ha studiato arti dello spettacolo, recitando e dirigendo varie opere teatrali. Tan esegue le sue acrobazie utilizzando tecniche del Taekwondo, Muay Thai, del Kung Fu e del Ju-Jitsu.
Ha recitato in dei ruoli secondari in film come Una notte da leoni 3 e Attacco al potere - Olympus Has Fallen, e in importanti programmi televisivi come CSI: Miami, CSI: NY, NCIS: Los Angeles e Hawaii Five-0.
Nel 2016 è apparso nella prima stagione della serie televisiva Netflix Iron Fist, dove ha recitato nel ruolo di Zhou Cheng. Nello stesso anno è stato scelto per il film d'azione Nella tana dei lupi con Gerard Butler. Lewis ha anche interpretato Gaius Chau nella terza stagione della serie televisiva distribuita da AMC Into the Badlands.
Nel 2018 ha interpretato Shatterstar nel film di supereroi Deadpool 2. Nello stesso anno, è stato annunciato che Tan sarebbe apparso nella serie drammatica poliziesca di Netflix, Wu Assassins, e che avrebbe ripreso quel ruolo nel film Wu Assassins: Fistful of Vengeance.
Nell'agosto 2019 è stata resa nota la sua partecipazione al reboot di Mortal Kombat, nei panni di Cole Young; il film è uscito il 23 aprile 2021.

## Filmografia

### Cinema
- The Fast and the Furious: Tokyo Drift, regia di Justin Lin (2006)
- La prima volta di Niky (Mini's First Time), regia di Nick Guthe (2006)
- Pirati dei Caraibi - Ai confini del mondo (Pirates of the Caribbean: At World's End), regia di Gore Verbinsky (2007)
- Red Velvet, regia di Bruce Dickson (2008)
- Attacco al potere - Olympus Has Fallen (Olympus Has Fallen), regia di Antoine Fuqua (2013)
- Una notte da leoni 3 (The Hangover Part III), regia di Todd Phillips (2013)
- Sacrifice, regia di Michael Cohn (2015)
- Nella tana dei lupi (Den of Thieves), regia di Christian Gudegast (2018)
- Deadpool 2, regia di David Leitch (2018)
- Mortal Kombat, regia di Simon McQuoid (2021)
- La scelta del destino (About Fate), regia di Marius Balchunas (2022)
- Fistful of Vengeance, regia di Roel Reiné (2022)
- Babylon, regia di Damien Chazelle (2022)
- Deadpool & Wolverine, regia di Shawn Levy (2024)
- Mortal Kombat II, regia di Simon McQuoid (2025)

### Televisione
- CSI: NY - serie TV, 1 episodio (2006)
- Day Break - serie TV, 1 episodio (2007)
- 24 - serie TV,1 episodio (2007)
- CSI: Miami - serie TV, 1 episodio (2010)
- NCIS: Los Angeles - serie TV, 1 episodio (2011)
- The Protector - serie TV, 1 episodio (2011)
- The Girlfriend - serie TV, 1 episodio (2013)
- 10,000 Days - serie TV, 11 episodi (2014)
- Hawaii Five-0 - serie TV, 1 episodio (2015)
- Rush Hour - serie TV, 1 episodio (2016)
- Iron Fist - serie TV, 1 episodio (2017)
- Into the Badlands - serie TV, 12 episodi (2018-2019)
- Wu Assassins - serie TV, 8 episodi (2019)
- Tenebre e ossa (Shadow and Bone) – serie TV, 8 episodi (2023)

## Doppiatori italiani
Nelle versioni in italiano delle opere in cui ha recitato, Lewis Tan è stato doppiato da:
- Alessio Nissolino in Wu Assassins, Fistful of Vengeance, Tenebre e ossa
- Daniel Spizzichino in Deadpool 2, Deadpool & Wolverine
- Luca Mannocci in CSI: Miami
- Daniele Giuliani in Hawaii Five-0
- Emanuele Ruzza in Mortal Kombat